# Christian Death
Christian Death sono un gruppo statunitense formatosi a Los Angeles nell'ottobre 1979.
Tra il 1989 e il 1994 sono co-esistiti due gruppi a nome "Christian Death" provenienti dallo stesso ceppo: uno sul versante statunitense, capeggiato da Rozz Williams e scioltosi nel 1994, e uno su quello europeo, capeggiato da Valor Kand, attualmente in attività.

## Storia
Il gruppo viene fondato dal cantante Rozz Williams (alias Roger Alan Painter) e dal chitarrista Jay, entrambi reduci dal gruppo Daucus Karota. Il nome nasce da un gioco di parole con il nome dello stilista Christian Dior. La prima formazione comprende Williams alla voce, George Belanger alla batteria, James McGearty al basso e Jay alla chitarra. Poco dopo, Jay viene sostituito da Rikk Agnew, musicista noto nell'ambiente californiano dell'epoca e fondatore degli Adolescents. Grazie alla popolarità di Agnew e alle performance dal vivo di Williams, il gruppo si crea un seguito tale che li porterà ad ottenere un contratto con la Enigma Records per un mini LP di sei brani. Tuttavia, la qualità dei brani deluderà le aspettative dell'etichetta discografica, e l'Ep non verrà pubblicato. Di questi viene però estratto un brano, Dogs, da inserire nella compilation Hell Comes to Your House. Il brano fa guadagnare loro un contratto con la Frontier Records per la registrazione di un album, dal titolo Only Theatre of Pain che contiene versioni migliorate di tre dei pezzi già realizzati per l'EP. A causa dei rapporti ormai incrinati con Williams e dall'abbondante uso di droghe, Agnew è il primo ad abbandonare il gruppo, che in seguito si scioglierà completamente.

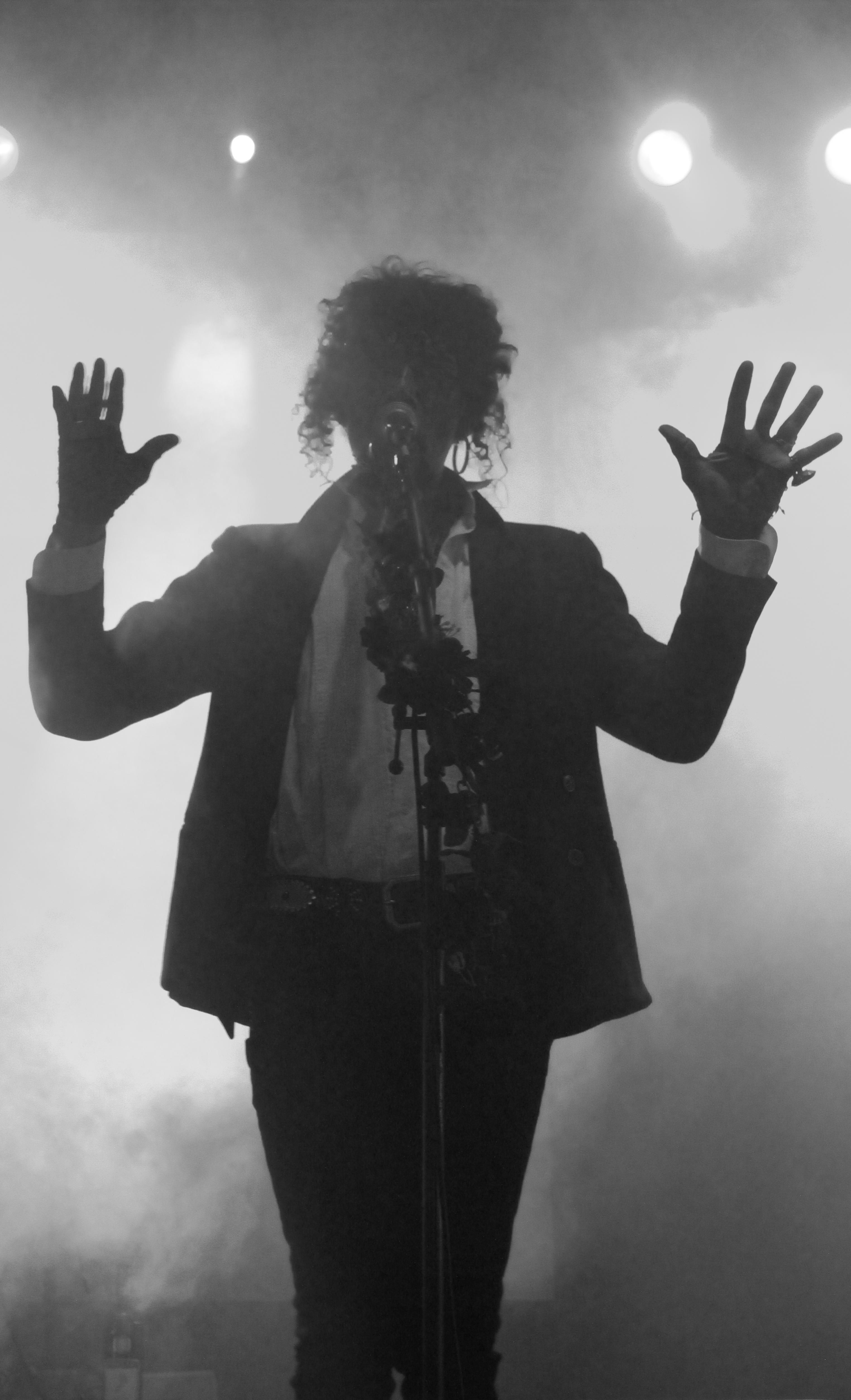
I Christian Death di Valor Kand al Wave Gotik Treffen del 2014

Nel 1983, l'etichetta francese L'Invitation au Suicide, contatta Williams per proporgli la ristampa europea di Only Theatre of Pain, la pubblicazione dei sei brani originariamente registrati per il mini LP - che vedrà la luce col titolo Deathwish - un nuovo album e un tour europeo. Williams contatta alcuni musicisti, tra cui il gruppo Pompeii 99: Valor Kand chitarra, Gitane DeMone (alias Mary Carbone) tastiere e voce, David Glass (alias David Parkinson) batteria. A cui si aggiungerà Constance Smith al basso. Terminate le registrazioni del secondo album, Catastrophe Ballet, la Smith viene rimpiazzata da Dave Roberts, e la Invitation au Suicide propone al gruppo un contratto per la pubblicazione dell'album negli Stati Uniti, un tour americano e un nuovo album, dal titolo Ashes. Le registrazioni di questo terzo disco saranno tuttavia travagliate da problemi tra Kand e Williams, aggravati dall'eccessivo uso di droghe. Nonostante il buon riscontro su una vasta nicchia di fans del filone dark e gotico, grazie anche alle accurate edizioni della Invitation Au Suicide, Williams abbandona il gruppo per dedicarsi a progetti solisti. Valor Kand prende così il comando del gruppo mantenendone il nome e portandolo in Europa per una nuova serie di concerti, nell'aprile 1985. In Italia, proprio quell'anno, presso gli Studi Regson di Milano viene registrato l'EP The Wind Kissed Pictures.
Nel 1991, reduce da esperienze soliste, tra cui gli Happiest Place on Earth, i Premature Ejaculation e gli Shadow Project, Williams riesce a riscattare i diritti sul nome "Christian Death" e rifonda il gruppo con la moglie Eva O ai cori, Casey Chaos (ora con gli Amen) al basso, Agnew alla chitarra per esperienze dal vivo. Il risultato sarà due anni dopo l'album dal vivo Iconologia. Data la scarsa affluenza di pubblico ai concerti, però, Williams torna sul progetto Shadow Project.
Nel 1992, la Cleopatra Records propone a Williams di pubblicare due raccolte da 10" e 7" di brani dei Christian Death, ne nasce The Iron Mask. Tra il materiale pubblicato, vi sono una versione aggiornata di Skeleton Kiss, del 1981 e una reinterpretazione dal vivo di Down in the Park di Gary Numan.
Subito dopo il tour per la promozione del secondo album degli Shadow Project, Dreams for the Dying, Williams, Eva O e altri musicisti registrano una ventina di brani a nome "Christian Death", dieci dei quali vengono scelti dalla Cleopatra Records per l'album The Path of Sorrows. Alla notizia della pubblicazione dell'album, Kand sporge denuncia alla Cleopatra Records, che per tutelarsi non riconoscerà i diritti degli ultimi dischi a Williams. Per far fronte alle spese legali, la Cleopatra Records pubblicherà nel 1993 diverse raccolte e registrazioni live negli Stati Uniti e, per il mercato europeo, la raccolta Mandylyon, a nome "Christ Death feat. Rozz Williams". Verranno così a coesistere contemporaneamente due band a nome "Christian Death", una in Europa con Kand alla guida, e una negli Stati Uniti con Williams. Ne deriveranno guai legali e contese tra i gruppi e le loro etichette.
Nel 1994 la Cleopatra Records pubblica The Rage of Angels, composto da materiale di scarto delle sessioni di The Path of Sorrows: è ultimo album di inediti dei Christian Death con Rozz Williams, che morirà suicida nel 1998.
Contestualmente, a partire dalla seconda metà degli anni '80 i Christian Death di Valor Kand conosco alterne fortune pubblicando una lunga serie di album sempre più controversi, sia per l'iconografia spinta delle copertine - che vertono chiaramente su una provocatoria polemica contro il clero e la religione cristiana - sia per la qualità musicale in sé. Fatto salvo l'album Atrocities del 1986 apprezzato da fans e critica, successivamente la band attira soprattutto critiche e recensioni negative; toccando con mano insuccessi clamorosi di lavori come Pornographic Messiah e risollevandosi parzialmente solo nel 2007 con American Inquisition. Durante gli ultimi vent'anni la formazione di Valor perde progressivamente anche i suoi membri storici (Gitane Demone e David Glass) che vengono rimpiazzati di volta in volta con altri musicisti provenienti dall'underground punk e indie, tra cui Barry Galvin e Johann Schumann poi nei Mephisto Walz, gruppo gotico tuttora in attività e abbastanza noto.
L'attuale formazione dei Christian Death vede Valor Kand chitarra e voce, Maitri basso e voce, Jason Frantz batteria.

## Formazione
Attuale
- Valor Kand
- Maitri

Ex componenti
- Rozz Williams: voce
- Jay: chitarra
- James McGearty: basso
- Rikk Agnew: chitarra
- George Belanger: batteria
- David Glass: batteria
- Eva O: cori

## Discografia parziale

### Christian Death di Rozz Williams

#### Album in studio
- 1982 - Only Theatre of Pain
- 1984 - Catastrophe Ballet
- 1985 - Ashes
- 1992 - The Iron Mask
- 1993 - The Path of Sorrows
- 1994 - The Rage of Angels

#### Album dal vivo
- 1984 - Catastrophe Ballet Live
- 1986 - The Decomposition of Violets
- 1990 - Heavens and Hells
- 1993 - Iconologia
- 1993 - Sleepless Nights
- 1994 - The Doll's Theatre

#### Raccolte
- 1993 - Mandylion (solo in Europa con il nome di "Christ Death feat. Rozz Williams")
- 1993 - Invocations 1981-1989 (registrazioni d'archivio live e studio)
- 1999 - The Best of Christian Death
- 2005 - Death Club 1981-1993
- 2008 - Six Six Sixth Communion

#### EP
- 1984 - Deathwish

#### Singoli
- 1992 - Skeleton Kiss
- 1992 - Spiritual Cramp (split-tape con i Sex Gang Children)

### Christian Death di Valor Kand

#### Album in studio
- 1986 - Atrocities
- 1987 - The Scriptures
- 1988 - Sex and Drugs and Jesus Christ
- 1989 - All the Love All the Hate - Part 1: All the Love
- 1989 - All the Love All the Hate - Part 2: All the Hate
- 1990 - Insanus, Ultio, Proditio, Misericordiaque
- 1994 - Sexy Death God
- 1996 - Prophecies
- 1998 - Pornographic Messiah
- 2000 - Born Again Anti Christian
- 2007 - American Inquisition
- 2015 - The Root Of All Evilution
- 2020 - St Valentine's Day Massacre
- 2022 - Evil Become Rule

#### Album dal vivo
- 1987 - Jesus Christ Proudly Presents
- 1989 - The Heretics Alive
- 1995 - Amen

#### Raccolte
- 1988 - Past Present and Forever (ristampa album The Wind Kissed Pictures con bonus track)
- 1988 - Anthology of Live Bootlegs Vol. 1
- 1989 - Anthology of Live Bootlegs Vol. 2
- 1991 - Jesus Points the Bone at You?
- 1999 - The Bible

#### EP
- 1985 - The Wind Kissed Pictures

#### Singoli
- 1986 - Believers of the Unpure
- 1987 - Sick of Love
- 1988 - Church of No Return
- 1988 - What's the Verdict
- 1989 - Zero Sex
- 1989 - We Fall Like Love / I Hate You

## Videografia
- 2014 - What Jesus Looked Like (An Interview Documentary Exploring The World Of Christian Death)